# Sunnhordland
Il Sunnhordland è un distretto norvegese che si trova nella contea di Vestland, nella regione del Vestlandet.

## Etimologia
Il nome Sunnhordland deriva da søndre Hordaland, vale a dire la parte meridionale dell'Hordaland; analogamente all'etimologia dei distretti vicini Nordhordland e Midhordland.

## Descrizione

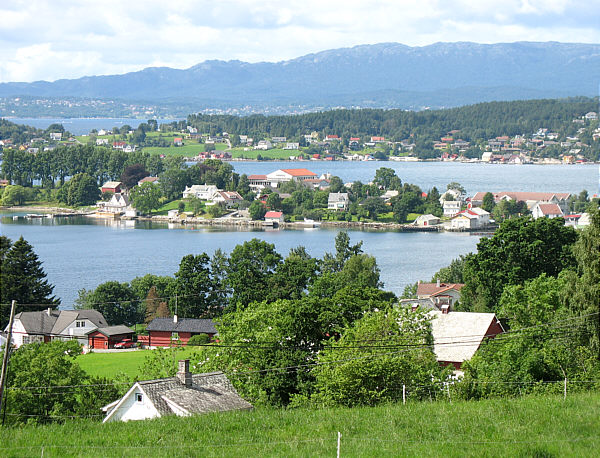
L'isola di Halsnøya, con l'Hardangerfjord sullo sfondo.

IL distretto comprende le aree costiere meridionali della contea di Hordaland attorno alla foce del fiordo Hardangerfjord e le isole circostanti. Il centro abitato principale è Leirvik nel comune di Stord.
Circa metà del territorio è composta da rilievi sopra i 300 m s.l.m., sebbene la maggior parte della popolazione viva nelle valli e nelle aree costiere.
Gli abitanti del distretto sono chiamati Sunnhordlendinger, mentre il dialetto locale è il Sunnhordlandsmål.
Tra le principali attività economiche della regione la cantieristica ricopre un ruolo primario, grazie all'indotto creato dai cantieri Kværner Stord, di proprietà della Kværner ASA. I cantieri furono inaugurati nel 1919, inizialmente destinati alla costruzione e riparazione di navi; col tempo l'attività si è spostata principalmente nel settore petrolifero e attualmente le piattaforme petrolifere sono il principale prodotto dei cantieri che danno lavoro a quasi 2000 persone.
Nell'area è distribuito il quotidiano Sunnhordland, pubblicato a Leirvik.

### Comuni del Sunnhordland

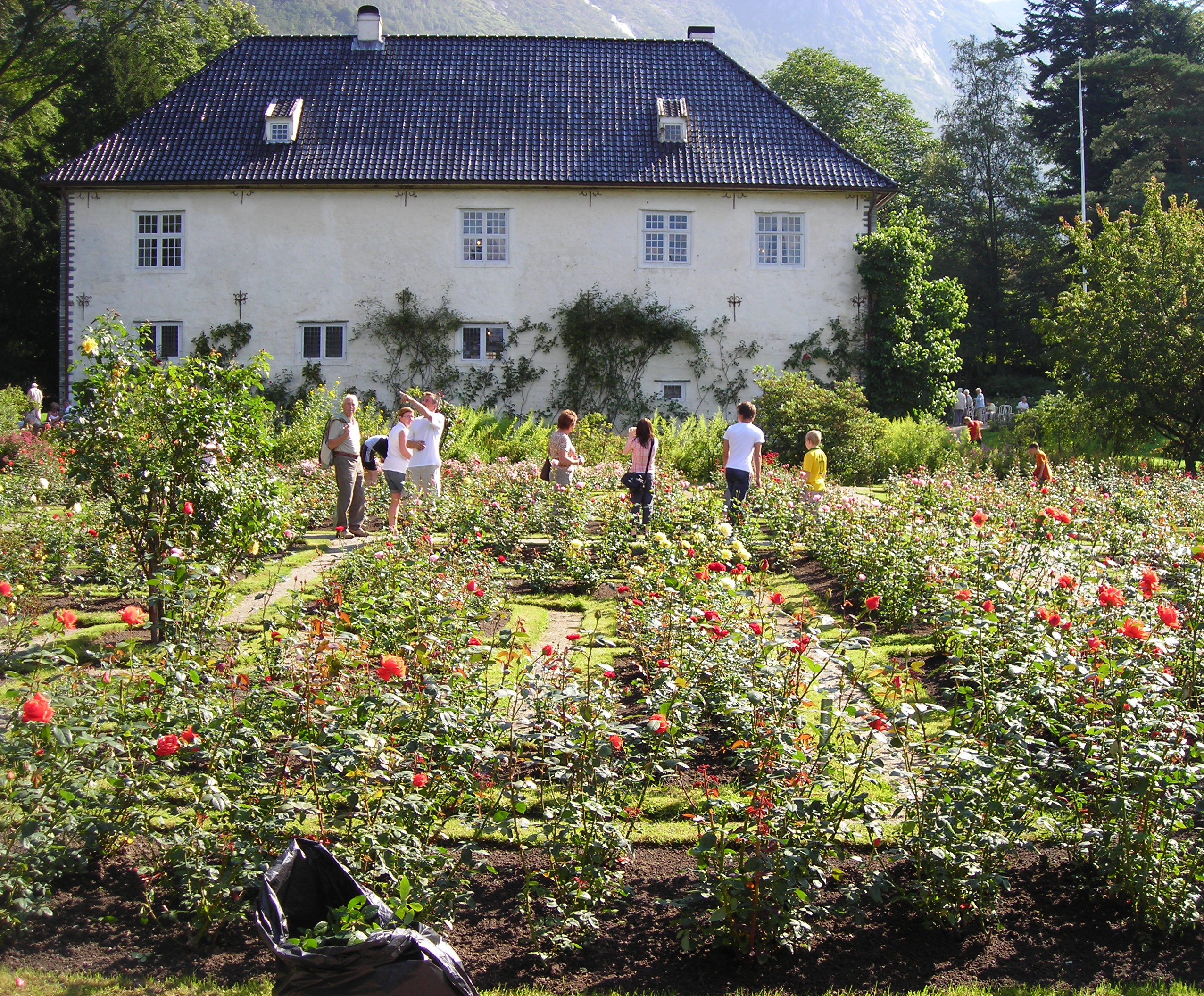
La tenuta della baronia di Rosendal, l'unica della Norvegia.

Il distretto di Sunnhordland comprende sette comuni:
| Cod. SSB | Local.             | Stemma | Nome       | Capoluogo | Pop.   | Area (km²) | D. Pop. (ab./km²) |
| -------- | ------------------ | ------ | ---------- | --------- | ------ | ---------- | ----------------- |
| 1211     | Etne kommune       |        | Etne       | Etnesjøen | 4 083  | 735        | 5,6               |
| 1216     | Sveio kommune      |        | Sveio      | Sveio     | 5 721  | 246        | 23,2              |
| 1219     | Bømlo kommune      |        | Bømlo      | Svortland | 11 902 | 247        | 48,3              |
| 1221     | Stord kommune      |        | Stord      | Leirvik   | 18 780 | 144        | 130,7             |
| 1222     | Fitjar kommune     |        | Fitjar     | Fitjar    | 3 194  | 142        | 22,4              |
| 1223     | Tysnes kommune     |        | Tysnes     | Uggdal    | 2 857  | 255        | 11,2              |
| 1224     | Kvinnherad kommune |        | Kvinnherad | Rosendal  | 13 180 | 1091       | 12,1              |